# Сату Ноу (Скиту-Дука)
Ново село (рум. Satu Nou) насеље је у Румунији у округу Јаши у општини Скиту-Дука. Oпштина се налази на надморској висини од 171 m.

## Становништво
Према подацима из 2002. године у насељу је живело 625 становника, од којих су сви румунске националности.